# Línea Kodomonokuni
La línea Kodomonokuni de Tokyu une la estación de Nagatsuta con la de Kodomonokuni. Aunque la empresa Minatomirai es la propietaria de la línea, la compañía que la opera y la incluye en su organigrama de líneas de tren es Tokyu. Las siglas de esta línea son KD.

## Historia
Esta línea se inauguró el día 28 de abril de 1967 para prestar servicio al parque de atracciones "Kodomonokuni" (lit. "el país de los niños") abierto en 1965 en una colina que albergaba un arsenal del ejército de los Estados Unidos (instalaciones anteriormente propiedad del ejército imperial japonés).
Aprovecha el trazado ferroviario construido en 1942 para facilitar el envío de munición desde el arsenal hasta la estación de Nagatsuta, desde donde continuaría por la línea Yokohama hacia los lugares donde se precisara. En su reapertura para prestar un servicio de pasajeros, la asociación Kodomonokuni pasó a ser su propietaria y Tokyu, su operador. 
En 1986, los terrenos atravesados por la línea se fueron urbanizando de manera notable. A raíz de ello, la población que habitaba en la zona sufrió una subida drástica, con el consiguiente aumento de la demanda de transporte público. Sin embargo, debido a que el servicio de transporte público se alejaba del cometido de una asociación sin ánimo de lucro como Kodomonokuni, en 1997 se transfirió la propiedad a la compañía Minatomirai.
La nueva empresa propietaria comenzó en octubre del mismo año la modernización de las vías. Desde noviembre se clausuró el parque y se suspendió el servicio de trenes, exceptuando el primero y el último del día.Se instauró un servicio de autobuses provisional y se trasladó la estación de Kodomonokuni de emplazamiento. Además, se construyó entre las dos estaciones, la estación de Onda. Finalmente, en el año 2000 la línea fue reabierta para prestar un servicio de tren de cercanías a la población local.

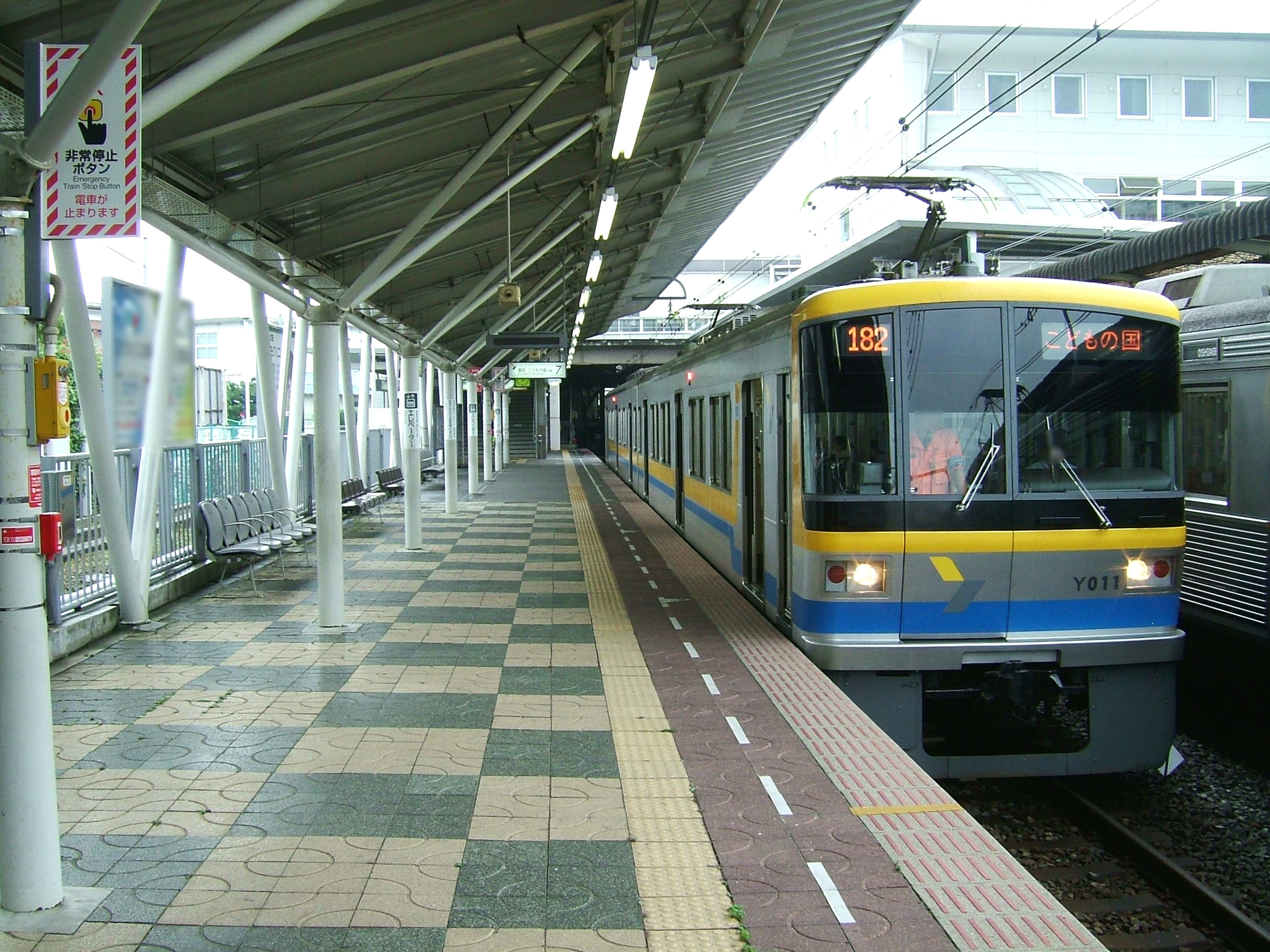
Andén de la línea Kodomonokuni en Nagatsuta
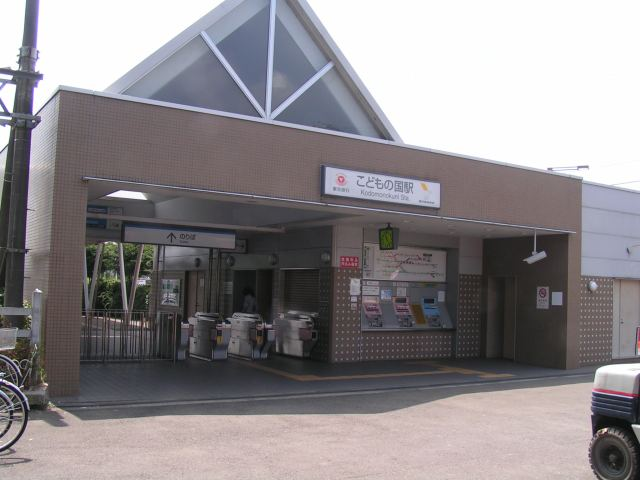
Estación de Kodomonokuni
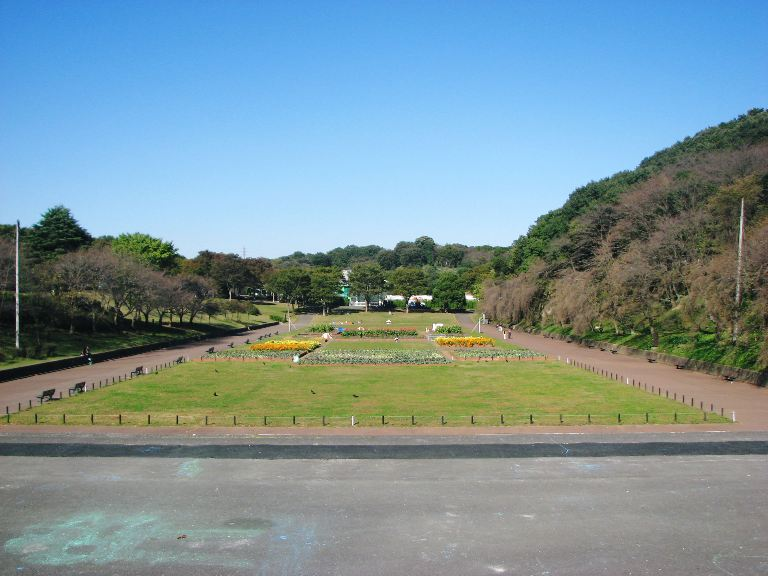
Kodomonokuni

## Material móvil
El modelo de tren utilizado desde 1999 es la Serie Y000 de Minatomirai, con una configuración de dos vagones normalmente y de cuatro durante la hora punta.

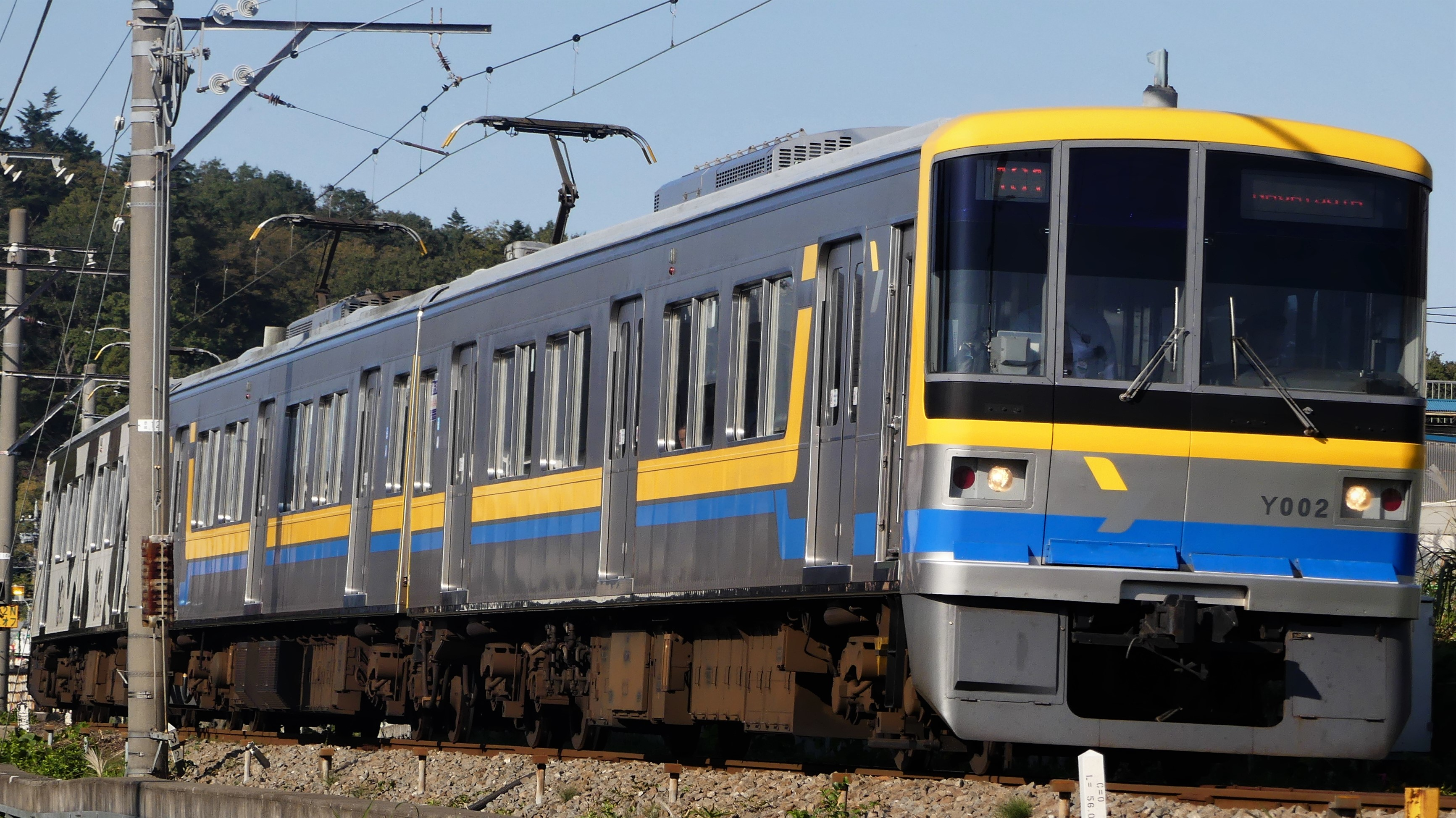
Serie Y000. Configuración de 4 vagones.

Material empleado en el pasado
En el pasado todos los trenes utilizados eran modelos provenientes de otras líneas de Tokyu.
- Serie 3000 (1967-1975)
- Serie 3600 (1975-1980)
- Serie 7200 (1980-1993)
- Serie 7000 (1993-2000)

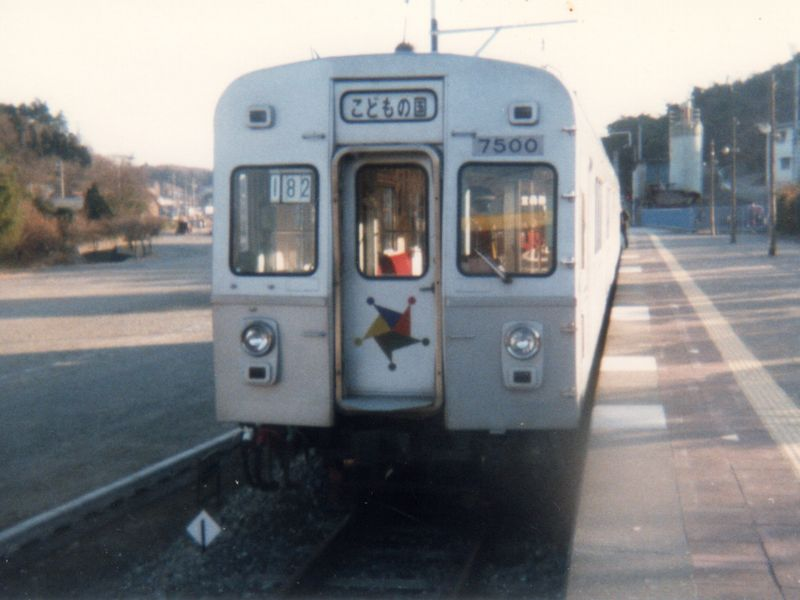
Serie 7200 de Tokyu
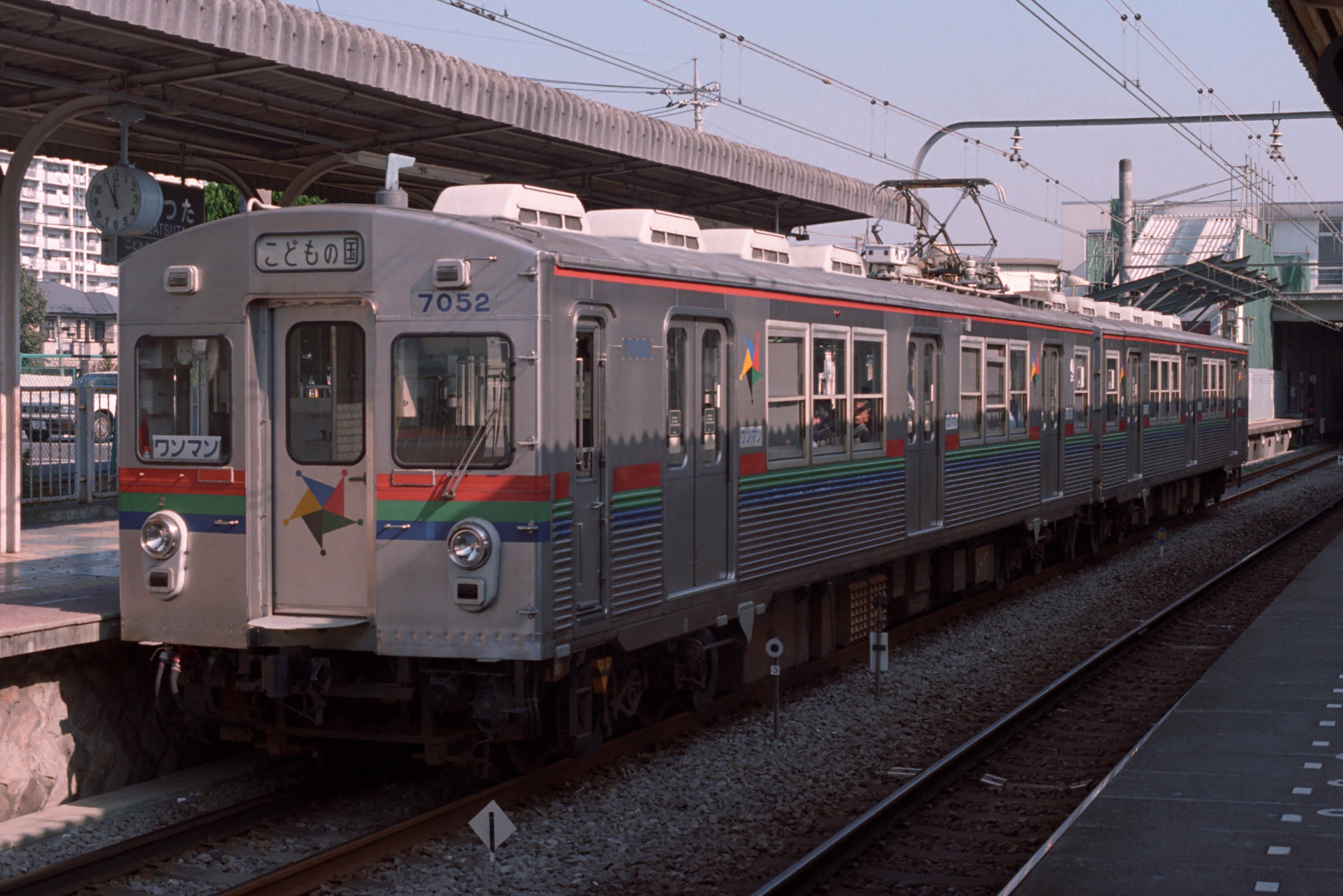
Serie 7000 de Tokyu

## Estaciones
| Código | Estación     | Correspondencia | Distrito |
| ------ | ------------ | --------------- | -------- |
| KD01   | Nagatsuta    |                 | Midori   |
| KD02   | Onda         |                 | Aoba     |
| KD03   | Kodomonokuni |                 | Aoba     |